# العنفة الغازية ذات الدورة المغلقة

Closed-Cycle Gas Turbine Schematic
C ضاغط غاز and T turbine assembly
w high-temperature مبادل حراري
ʍ low-temperature heat exchanger
~ mechanical load, e.g. مولد كهربائي

تكون العنفة اوالتربينة الغازية ذات الدورة المغلقة عبارة عن عنفة تستخدم غاز (مثل الهواء , نيتروجين , هيليوم ..إلخ) كمائع تشغيل اساسي في نظام الديناميكا الحرارية المغلق . حيث يتم إضافة الحرارة من مصدر خارجي مثل العنفات التي تعمل وفقًا لدورة برايتون.

## خلفية تاريخية
أول براءة اختراع للعنفة الغازية ذات الدورة المغلقة تم توثيقها عام 1935. وتم استخدامها تجاريًا لأول مرة عامل 1939 . هناك سبع وحدات للعنفة الغازية تم بناؤها في سويسرا وألمانيا عام 1978.
تاريخيًا, تم استخدام العنفة اوالتربينة الغازية ذات الدورة المغلقة بشكل موسع كمحركات احتراق خارجي التي تعمل بوقود مثل الفحم البني أو الفحم القاري أو غاز الفرن لكن لم تفلح العنفة اوالتربينة الغازية ذات الدورة المغلقة مع الوقود النظيف مثل زيت الوقود أو الغاز الطبيعي خصوصًا في الأنظمة ذات الكفاءة العالية والتي تعمل بالدورة المركبة.
وان أنظمة ال عنفة اوالتربينة الغازية ذات الدورة المغلقة أثبتت بشكل واسع كفائتها وقابليتها للعمل . وأكثر نظام ملحوظ يعمل بالهيليوم كمائع تشغيل كانت اوبيرهاوسن 2 في ألمانيا وكانت بطاقة 50 ميجاواط والتي كانت تعمل في الفترة من 1975 حتي 1987. ولم تكن العنفة اوالتربينة الغازية ذات الدورة المغلقة ذائعة الصيت في الولايات المتحدة الأمريكية مثل أوروبا حيث منبع التكنولوجيا آنذاك.

## الطاقة النووية
تم اقتراح عمل مفاعلات يتم تبريدها بالغاز والتي تستخدم الهيليوم كمائع تشغيل في العنفات اوالتربينات الغازية ذات الدورة المغلقة في عام 1945. تم عمل مفاعل تجريبى يسمى بـ إم إل 1 في بدايات الستينات بطاقة اجمالية تصل إلي.9 ميجاواط مستخدمًا النيتروجين كمائع تشغيل في العنفة اوالتربينة الغازية ذات الدورة المغلقة. 
كما أنه تم عمل مفاعل بيبيل النووي ليعمل بالهيليوم كمائع تشغيل.
ربما مستقبلًا سيتم توظيف العنفة اوالتربينة الغازية ذات الدورة المغلقة في توليد الطاقة, كما أعلنت شركة فليبل الأمريكية للطاقة نيتها لعمل مفاعل يستخدم سائل فلوريد الثورايم كمائع تشغيل ويتم تشغيله بواسطة العنفة اوالتربينة الغازية ذات الدورة المغلقة.

## مستقبلًا
العنفة أو التربينة الغازية ذات الدورة المغلقة لها مستقبل واعد للاستخدام لتوليد الطاقة باستخدام أشعة الشمس and  وطاقة الأندماج النووية.وأيضًا من المفترض استخدامها كتكنولجيا في اكتشاف الفضاء على المدي الطويل.
كما أن العنفة أو التربينة الغازية ذات الدورة المغلقة يتم تطويرها لكي تعمل بثنائي أكسيد الكربون فوق الحرج
والميزة الرئيسية لاستخدام ثنائي أكسيد الكربون فوق الحرج هي الكفاءة المرتفعة والتي تقترب من كفاءة الدورة إذا تم استخدام الهيليوم في دورة برايتون عند درجات حرارة أقل (550 °لثنائى أكسيد الكربون فوق الحرج مقابل 850 ° للهيليوم) ولكن يعيبها الارتفاع في الضغط عند دورة برايتون باستخدام الهيليوم (20 ميجا باسكال لثنائي أكسيد الكربون فوق الحرج مقابل 8 ميجا باسكال للهيليوم).